# Mount Root
Mount Root är ett berg i Kanada och USA.    Det ligger på gränsen mellan British Columbia och Alaska. Toppen på Mount Root är 3 928 meter över havet, eller 1 000 meter över den omgivande terrängen. Bredden vid basen är 10,4 km.
Terrängen runt Mount Root är huvudsakligen mycket bergig. Trakten runt Mount Root är nära nog obefolkad, med mindre än två invånare per kvadratkilometer.. Det finns inga samhällen i närheten.
Trakten runt Mount Root är permanent täckt av is och snö.